# Park Źródliska w Łodzi
Park Źródliska – park w Łodzi, położony w obrębie ulic Przędzalnianej, Fabrycznej, Targowej i Piłsudskiego. Powierzchnia całkowita 17,2 ha.

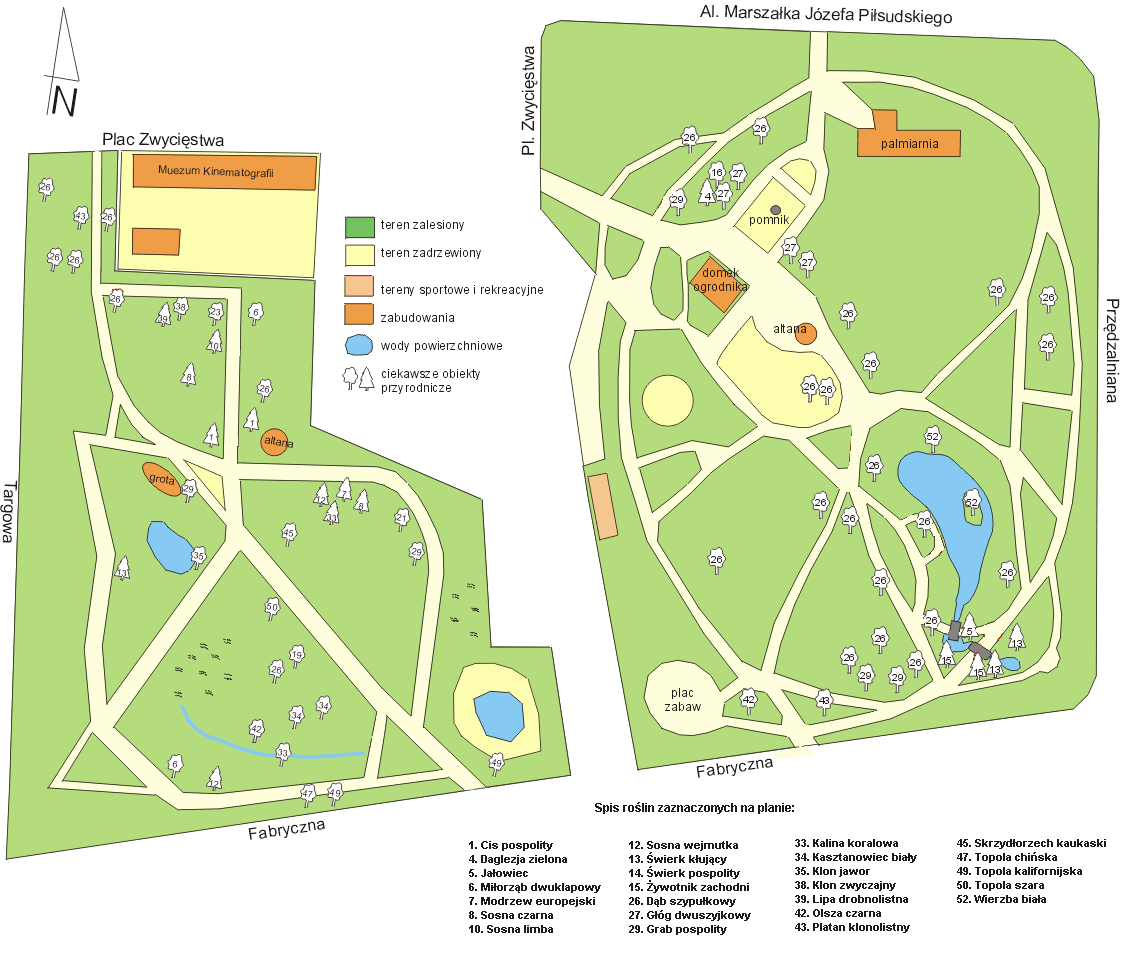
Park Źródliska (mapa)

## Historia parku
Park Źródliska I oraz Park Źródliska II są najstarszymi łódzkimi parkami. Tworzyły one niegdyś jeden park zwany Ogrodem Spacerowym, a także Ogrodem angielskim, który został założony w 1840 roku i był do roku 1875 jedynym parkiem miejskim. Wtedy to w granice Łodzi włączono część lasu rządowego leśnictwa Łaznów. „Nowa Dzielnica” została podzielona na działki budowlane, wyznaczono teren pod targowisko zwane Wodnym Rynkiem (obecnie Plac Zwycięstwa), pozostawiono także fragment na urządzenie ogrodu. Wówczas park miał charakter leśny, porastały go olsze, graby, dęby, lipy oraz świerki, tylko boki obsadzone były drzewami owocowymi, teren obfitował w źródła, a jego podłoże było błotniste. Wytyczono na jego obszarze dwie główne aleje spacerowe biegnące po przekątnych, przecinające się w centralnym miejscu parku. Pod koniec lat 40. XIX wieku postawiono w parku kilkanaście ławek, wykonano kilka mostków oraz 2 altany, zatrudniono także ogrodnika do stałej opieki nad parkiem.

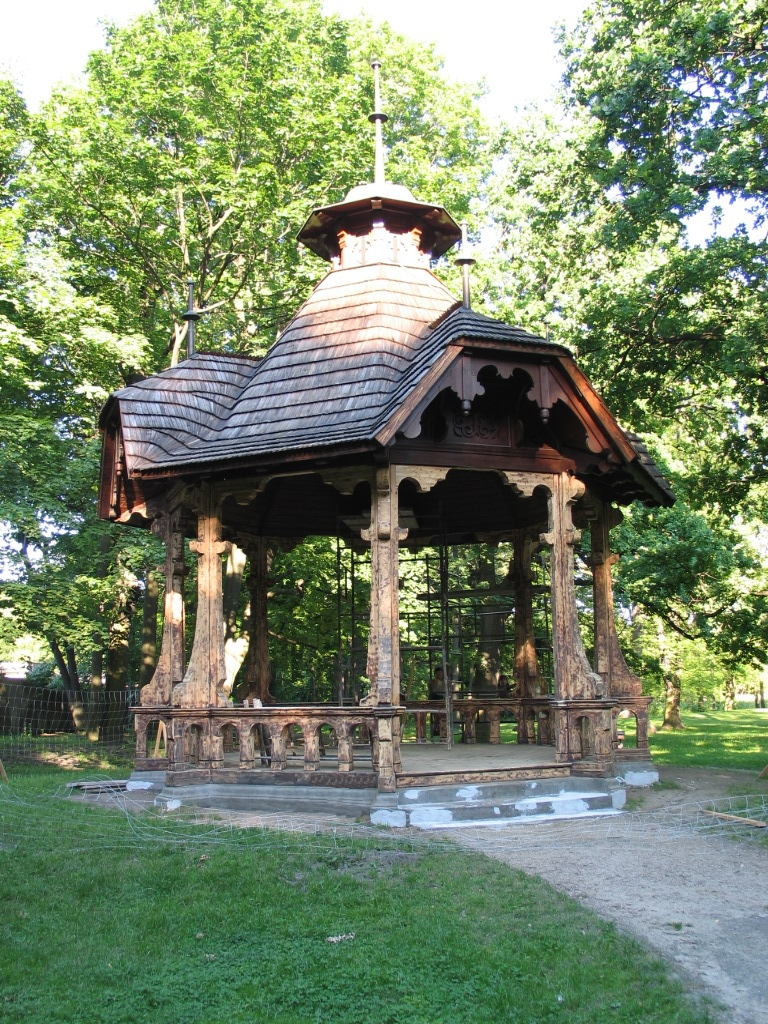
Cisowa altanka w stylu neogotyckim w parku Źródliska II

W końcu lat 50. XIX wieku ogród został podzielony, a jego zachodnią część (czyli zachodnie tereny – obecnego parku Źródliska II i zabudowań oddzielających parki) sprzedano fabrykantowi Karolowi Scheiblerowi. W latach 60., ze względu na brak funduszy na pielęgnację parku w kasie miasta, pozostała część parku (tj. obecny park Źródliska I, zwany wówczas parkiem Kwela od niem. Quell – źródło) została wydzierżawiona prywatnemu przedsiębiorcy, jednak park nie stał się dzięki temu bardziej zadbany. W latach 70. XIX wieku część północną parku (od strony obecnej Alei Piłsudskiego) dzierżawiło Bractwo Kurkowe, które wybudowało tu strzelnicę czynną do 1905 roku. Bractwo Kurkowe to nieformalna nazwa Towarzystwa Strzelniczego, które powstało w Łodzi w 1813 roku, a jego nazwa wiąże się z figurką ptaka, potocznie zwaną kurem, wykorzystywaną jako cel podczas zawodów strzeleckich. Corocznie w okresie Zielonych Świątek Bractwo Kurkowe organizowało tu zawody, występy i wybory „króla kurkowego”, tj. najlepszego strzelca. Każdy przystępujący do konkursu członek Bractwa wpłacał pewną kwotę pieniędzy, która potem była przeznaczona jako nagroda dla zwycięzcy. Zwycięzca – „król kurkowy” po uroczystym przemarszu ulicami miasta, zapraszał wszystkich na przyjęcie.

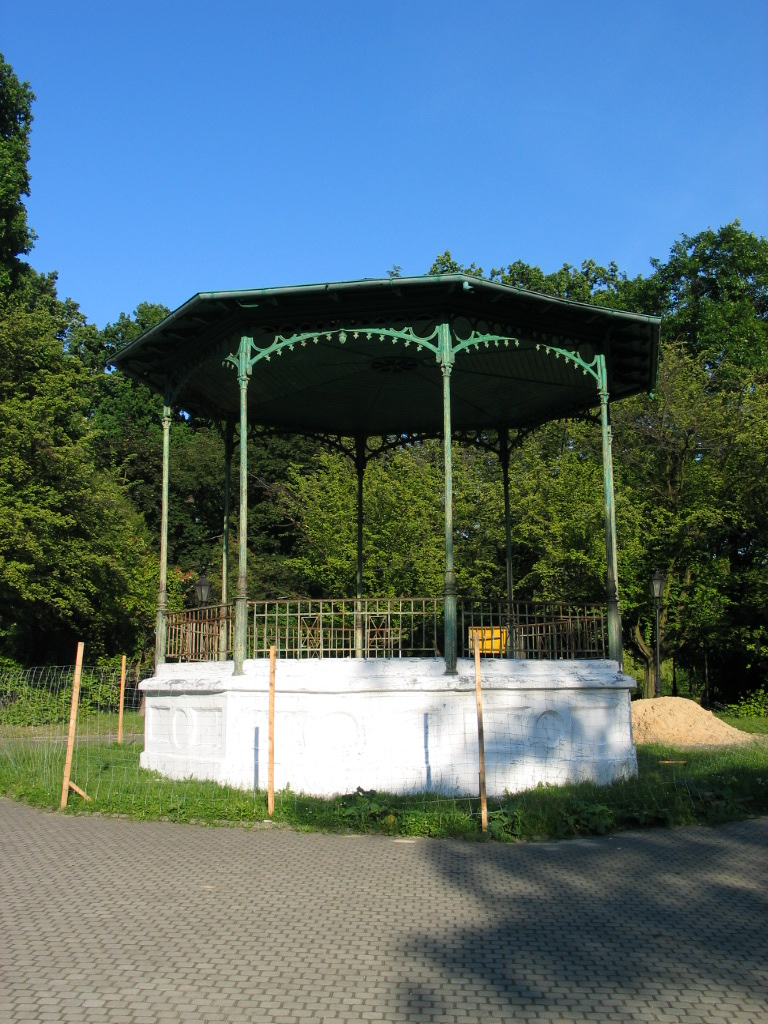
Biała altana przed renowacją w 2015 r. w parku Źródliska I

Pod koniec lat 80. XIX wieku dzierżawcą zaniedbanego parku stał się Karol Scheibler. W tym okresie przeprowadzono pierwszą inwentaryzację drzew w parku, w dalszym ciągu bardziej przypominającym swym wyglądem las niż park, wybudowano estradę (stojącą w centralnej części), na której grywała w świąteczne dni orkiestra fabryczna. W 1892 roku zorganizowana została pierwsza wystawa ogrodnicza, wybudowano wówczas 20 pawilonów ekspozycyjnych, poszerzono alejki, usunięto część drzew i krzewów. Park znajdował się pod opieką Scheiblera do roku 1906, gdy wygasł jego kontrakt na dzierżawę. Władze miejskie zadecydowały o ponownym ogrodzeniu parku, wybudowano dom dla pracowników parku, uporządkowano teren po dawnej strzelnicy. Tak jak i wcześniej park był miejscem odpoczynku i zabaw dla robotników okolicznych fabryk.

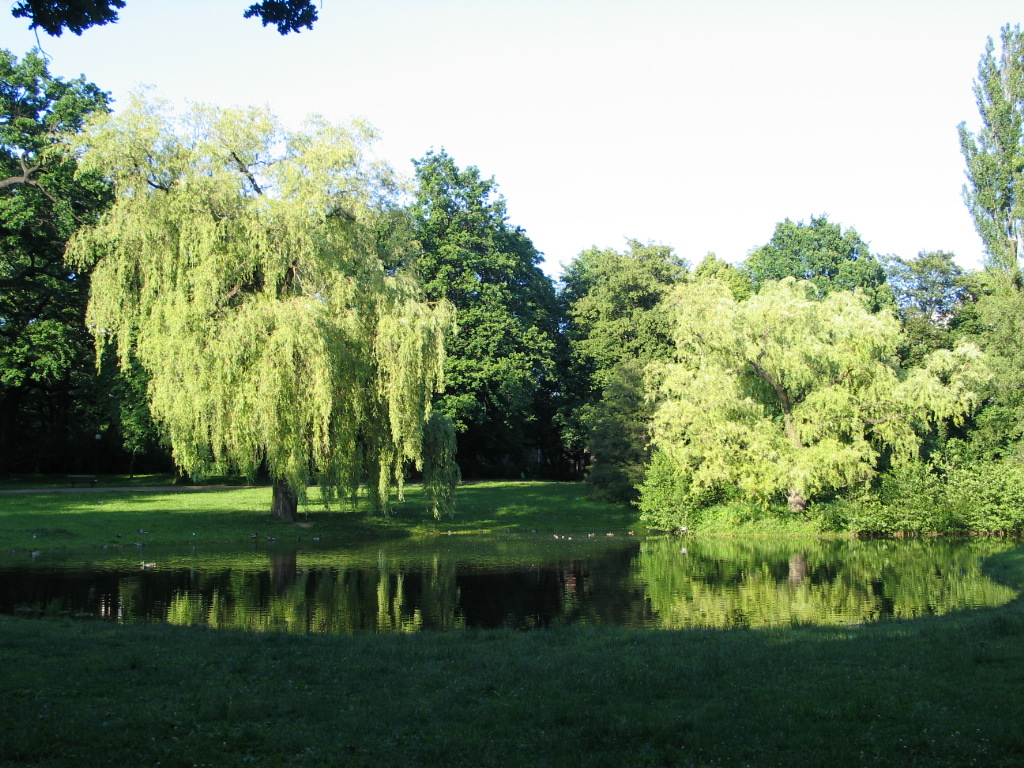
Staw w parku Źródliska I

Na początku lat 20. XX wieku park całkowicie zmienił swój wygląd, został przebudowany według koncepcji Edwarda Ciszkiewicza. Z tego okresu pochodzi zachowany do dziś układ alejek, staw, ogródek botaniczny, plac zabaw, wybudowano nowy ażurowy parkan. Kolejne zmiany wprowadził Stefan Rogowicz w latach 30. Jego dziełem są m.in. partery kwiatowe i ich otoczenie w północnej części parku. W czasie wojny drzewostan został znacznie uszczuplony, park był zaniedbany, Niemcy zlikwidowali ogrodzenie. W roku 1956 udostępniono do zwiedzania Palmiarnię.
Park Źródliska uznany został za pomnik przyrody, a także wpisany do rejestru zabytków. W 2015 roku park został pomnikiem historii.

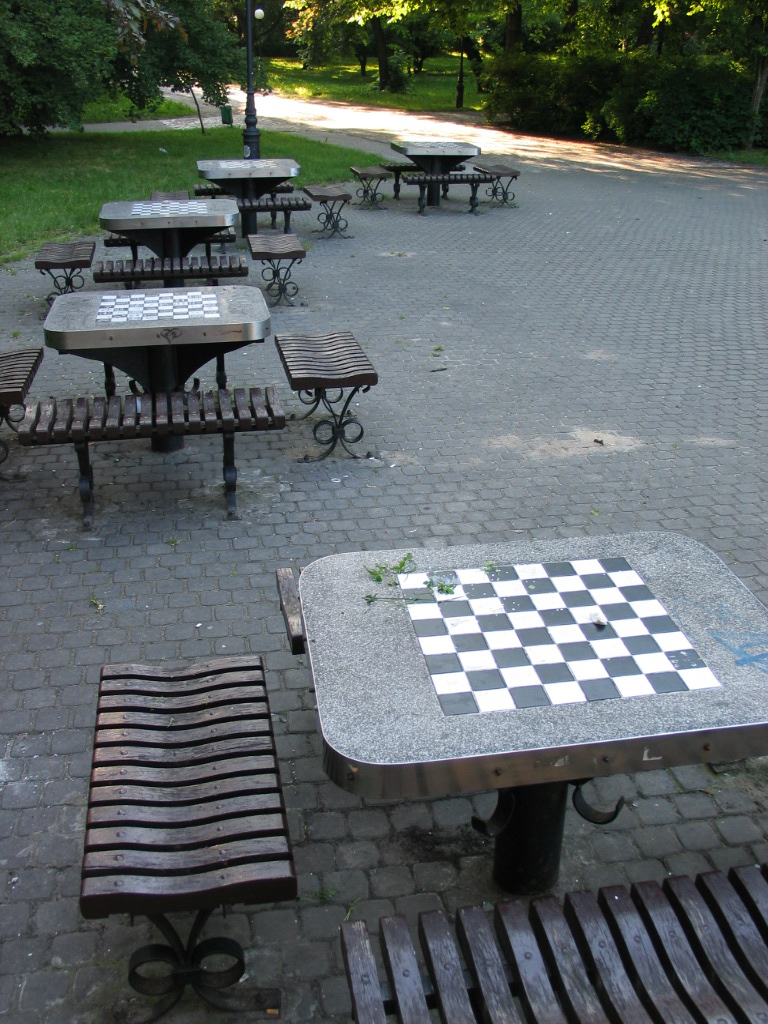
Stoły do gry w szachy w parku Źródliska I

### Park Źródliska I
Park Źródliska I usytuowany jest pomiędzy ulicą Fabryczną, Przędzalnianą i Al. Piłsudskiego. Posiada ciekawy pejzażowy układ. Główna aleja przebiega koliście wokół parku, a od niej odchodzą aleje boczne. W południowo-wschodniej części znajdują się trzy stawy, z których największy posiada wyspę. W północnej części znajduje się obszerny plac obsadzony dookoła głogami pełnokwiatowymi. Na placu znajduje się estrada w kształcie altany, domek ogrodnika oraz palmiarnia. Wnętrze placu zajmuje rozległy kwietnik założony na planie prostokąta z różami i 4 cisami posadzonymi w rogach. Na środku kwietnika stoi rzeźba przedstawiająca kilka kobiecych postaci. W rogu placu znajdują się stoły do gry w szachy. Zwyczaj grania w tym miejscu jest już bardzo długi, wcześniej grywano także w karty, warcaby. Prawdopodobnie wcześniejszym miejscem spotkań miłośników gier było mieszczące się (i rozebrane w latach 30. XX wieku) przy Wodnym Rynku kino Oświatowe. Park porasta wiele wiekowych dębów, będących pomnikami przyrody. Ich wiek szacuje się na ok. 300 lat. Są one najcenniejszymi zabytkami na terenie parku i należą do najcenniejszych na obszarze Łodzi.

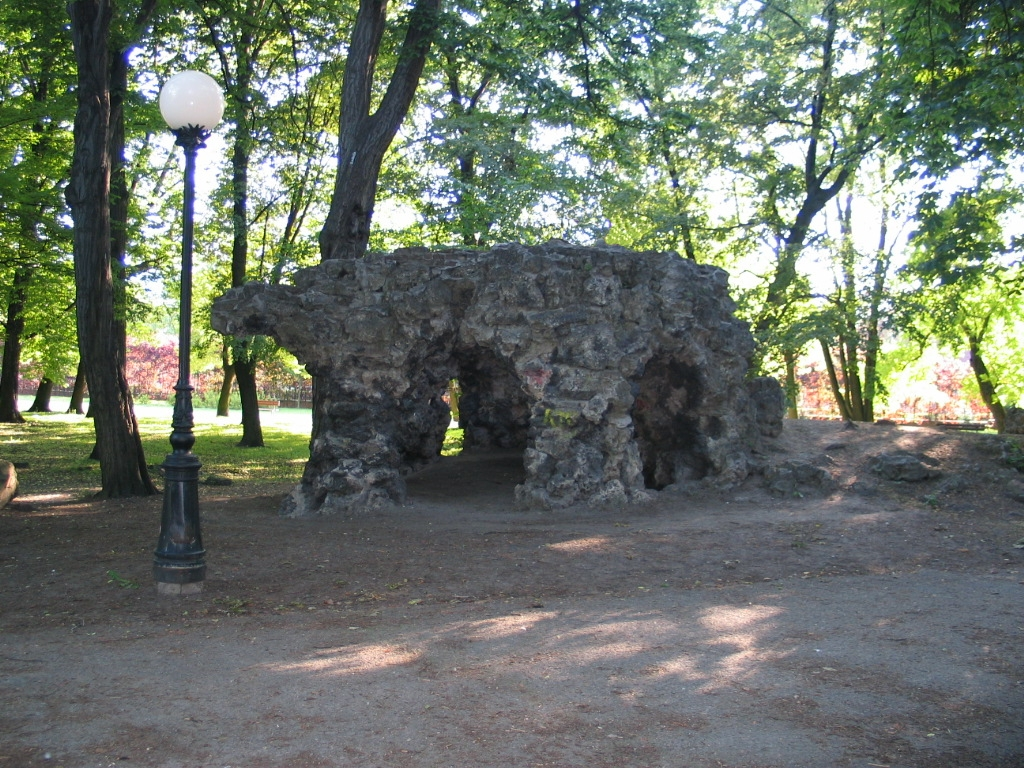
Grota w parku Źródliska II

### Park Źródliska II
Park Źródliska II – pod koniec lat 50. XIX wieku ogród został podzielony. Zachodnią część w 1853 roku oddano do użytku Karolowi Scheiblerowi. W ciągu dwóch lat wybudowano tam przędzalnię, dom mieszkalny, wozownię i budynki gospodarcze, a w późniejszych latach tkalnię i wykańczalnię. Dom Scheiblera początkowo parterowy i skromny, dopiero po kolejnych rozbudowach upodobnił się rozmiarem i wyglądem do innych siedzib fabrykantów. Pałac miał charakter mieszkalno-reprezentacyjny, posiadał także palmiarnię w stylu mauretańskim. Pałac zachował się właściwie w niezmienionym stanie i od 1986 roku siedzibę w nim ma Muzeum Kinematografii.
Za domem rozciągał się ogród założony na zlecenie Scheiblera przez berlińską firmę ogrodniczą L. Spätha. Na lesistym terenie wysadzono wiele oryginalnych gatunków drzew, ustawiono m.in. donice z drzewami pomarańczowymi, trawniki udekorowano licznymi porcelanowymi i gipsowymi figurkami zwierząt oraz gnomów. Wybudowano fontanny, altankę, pawilon z pnączami. Na grocie (znajduje się ona na terenie parku do dziś) zorganizowano taras widokowy, na który prowadziły schody. Przy wejściu do parku od ulicy Targowej stał do 1945 roku domek, w którym mieściła się kwiaciarnia oraz mieszkanie ogrodnika, obok rozciągał się sad owocowy i szklarnie. Po wojnie przeprowadzono prace porządkowe, zlikwidowano sad, rozebrano budynki, usunięto część drzew, wytyczono nowe alejki. Park został otwarty dla mieszkańców miasta w 1947 roku. Na jego terenie, podobnie jak w parku Źródliska I, rosną najcenniejsze gatunki dębów w Łodzi.

## Wyróżnienia
W grudniu 2007 roku, w konkursie organizowanym przez firmę ogrodniczą Briggs&Stratton, Źródliska zostały ogłoszone najpiękniejszym parkiem w Polsce i piątym pod względem urody w Europie.